# Ким Йо чонг
Ким Йо чонг (на корейски: 김여정) е севернокорейски политик, дъщеря на върховния лидер Ким Чен Ир (негово най-малко дете) и сестра на Ким Чен Ун. Заместник-член е на Политбюро и заместник-директор на Департамента за пропаганда и агитация на Корейската работническа партия.

## Биография
Родена е на 26 септември 1988 г. в Пхенян, Северна Корея. През 1996 – 2000 г., с брат си Ким Чен Ун, учи в Швейцария. След завръщането си в Северна Корея се предполага, че е завършила Военния университет „Ким Ир Сен“ в Пхенян.
Първата ѝ публична изява е на конгрес на Корейската работническа партия през 2010 г. Спомената е за първи път на 9 март 2014 г., когато придружава брат си Ким Чен Ун при гласуване на Велико народно събрание. Тогава е определена за висш служител в Централния комитет на Корейската комунистическа партия.
През октомври 2014 г. се предполага, че е поела държавните функции, докато Ким Чен Ун е на лечение. През ноември 2014 г. е съобщено, че заема длъжността заместник-директор на Департамента за пропаганда и агитация на Корейската работническа партия. В документи от юли 2015 г. се вижда, че изпълнява ролята на фактически ръководител. Заема длъжността на заместник-министър. Често придружава Ким Чен Ун по време на негови визити.
Твърди се, че оказва съществено влияние за формиране на култа на личността на Ким Чен Ун по модела на дядо му Ким Ир Сен. През 2017 г. е съобщено, че тя организира всички големи публични събития в Северна Корея. Твърди се, че тя насърчава брат си да се представя като „човек от народа“.
През януари 2017 г. Министерство на финансите на САЩ я включва в списъка на хора, нарушаващи човешките права в Северна Корея. През 2017 г. става заместник-член на Политбюро на Корейската работническа партия, което я прави втората жена на такава длъжност.
На 9 февруари 2018 г. участва в откриването на Зимните олимпийски игри в Пьонгчанг, Южна Корея. Това е първото посещение на член на династията Ким, който посещава Южна Корея след Корейската война. На следващия ден участва в среща с южнокорейския президент Мун Дже-Ин като специален пратеник на върховния лидер Ким Чен Ун и предава писмо от него. През 2018 г. е част от екипа на брат си по време на срещата му с Доналд Тръмп в Сингапур, а също така и на срещата в Ханой през 2019 г.
През 2019 г. е избрана за депутат в Парламента на Северна Корея. Отстранена е за кратко, но през 2020 г. е възстановена. Според слухове за влошеното здравословно състояние на Ким Чен Ун, Ким Йо чонг е смятана за негов наследник.